# Бертран Бонело
Бертран Бонело (фр. Bertrand Bonello; Ница, 11. септембар 1968) је француски редитељ, сценариста, композитор и глумац. Његова остварења доводе се у везу са новим француским екстремизмом на филму.
Његов филм „Порнографер“ (2001) освојио је ФИПРЕСЦИ награду на Канском филмском фестивалу. „Тиресија“ (2003), „Кућа толеранције“ (2011) и „Сен Лоран“ (2014) су се такође такмичили на Канском фестивалу за Златну палму. „Сен Лоран“ је био званични француски кандидат за Оскара за најбољи филм ван енглеског говорног подручја, али није освојио номинацију.